# Ducado de Opole y Racibórz
El Ducado de Opole y Racibórz (en polaco: Księstwo opolsko-raciborskie, en alemán: Herzogtum Oppeln und Ratibor) fue uno de los numerosos Ducados de Silesia gobernado por la rama silesia de la dinastía real polaca de los Piastas. Fue formado en 1202 de la unión de los ducados de la Alta Silesia de Opole y Racibórz, en una rara excepción a la continua fragmentación feudal del original Ducado de Silesia.
En 1281 fue dividido de nuevo. En 1521 fue recreado por el último de los Piastas de Silesia, el Duque Jan II el Bueno. Después de la muerte de sus herederos el ducado pasó a manos del Reino de Bohemia. Durante un breve periodo fue parte de la Mancomunidad de Polonia-Lituania en el siglo XVII; finalmente como la mayor parte de Silesia fue anexionado por Prusia después de la Primera Guerra Silesia en 1742.

## Primer ducado
El Ducado de Racibórz bajo el Duque Miescislao el Piernas Torcidas había sido fundado en 1173 con la partición de Silesia entre los hijos del Duque Vladislao II el Desterrado. El grueso de las tierras de Silesia alrededor de Breslavia habían pasado al hermano mayor de Mieceslao, el Duque Boleslao I el Alto, dejando a los más jóvenes insatisfechos. Después de la muerte de Boleslao en 1201 Mieceslao ocupó el Ducado de Opole, que había sido creado por su difunto sobrino Jarosław, formando el unificado ducado de Opole y Racibórz. El heredero de Boleslao, el Duque Enrique I el Barbudo, tuvo que renunciar a sus reclamaciones, por lo que quedó fijada la centenaria división entre la Alta y la Baja Silesia.
Los duques tomaron su residencia en la castellanía de Opole. El hijo de Mieceslao, Casimiro I de Opole, Duque desde 1211, invitó a colonos alemanes inmigrantes a su ducado en el curso del Ostsiedlung, y concedió derechos de ciudad a asentamientos como Leśnica, Ujazd, Gościęcin, Biała y Olesno. Como el sucesor de Casimiro, Miecislao II el Gordo, era todavía menor a la muerte de su padre en 1230, la regencia sobre el ducado fue asumida por su tío Enrique I el Barbudo, quien como consecuencia de nuevo gobernó sobre toda Silesia. En 1233 Enrique, entonces Alto Duque de Polonia, concedió al hermano menor de Mieceslao, Władysław, las tierras de Gran Polonia de Kalisz, que había confiscado del Duque Wladyslaw Odonic. Sin embargo, los planes de Enrique de expulsar a sus sobrinos finalmente fracasó: cuando Mieceslao II fue mayor de edad asumió el control del gobierno de Opole-Racibórz, desafiando las reclamaciones del heredero de Enrique, el Algo Duque Enrique II el Piadoso. Los territorios de Gran Polonia finalmente se perdieron en favor de Przemysł I hasta 1249.
En 1246 Miecesla II fue sucedido por su hermano Władysław, quien empezó a interferir en la política europea: en un principio apoyó al rey Béla IV de Hungría en su conflicto con el rey Ottokar II de Bohemia sobre la posesión del Imperial Ducado de Austria, no menos que para atacar las vecinas tierras moravas de Troppau. No obstante, el rey Ottokar se impuso y Władysław cambió de bando, luchando con su primo silesio, el Duque Enrique III el Blanco contra el rey Béla en la batalla de Kressenbrunn de 1260. Tambión conspiró con los nobles locales en el Ducado de Cracovia contra el Algo Duque Boleslao V el Casto resultando en una rebelión en 1273. Władysław fracasó en alcanzar el trono polaco, no obstante pudo confiscar importantes territorios de la Pequeña Polonia. Ayudó a liberar al joven Duque silesio Enrique IV el Justo de custodia, con cuya hija contrajo matrimonio en 1280. Władysław además alenó el Ostsiedlung fundando numerosas ciudades como Bytom, Lędziny, Cieszyn, Pszów, Żory, Gliwice y Wodzisław, nombrada en su honor. También tuvo que reconstruir su residencia en Opole que fue devastada durante la invasión mongola en 1241.
A la muerte de Władysław en 1281, sus cuatro hijos varones dividieron el ducado entre ellos. En 1282 furon recreados ambos ducados de Opole y Racibórz, con Opole siendo asignado a Bolko, y Racibórz a Przemysław. Estas entitades fueron redivididas en 1284 y 1290 creando el Ducado de Bytom (asignado a Casimiro) y el Ducado de Cieszyn (asignado a Mieceslao).

### Duques de Opole y Racibórz
- 1202-1211 — Mieceslao I el Piernas Torcidas
- 1211-1229/30 — Casimiro I de Opole
- 1229/30-1246 — Miecislao II el Gordo
- 1246-1280/1 — Władysław Opolski
- 1281/2 - 1284 — dividido entre Casimiro de Bytom, Bolko I de Opole, Przemysław de Racibórz y Mieceslao I de Cieszyn

## Segundo ducado

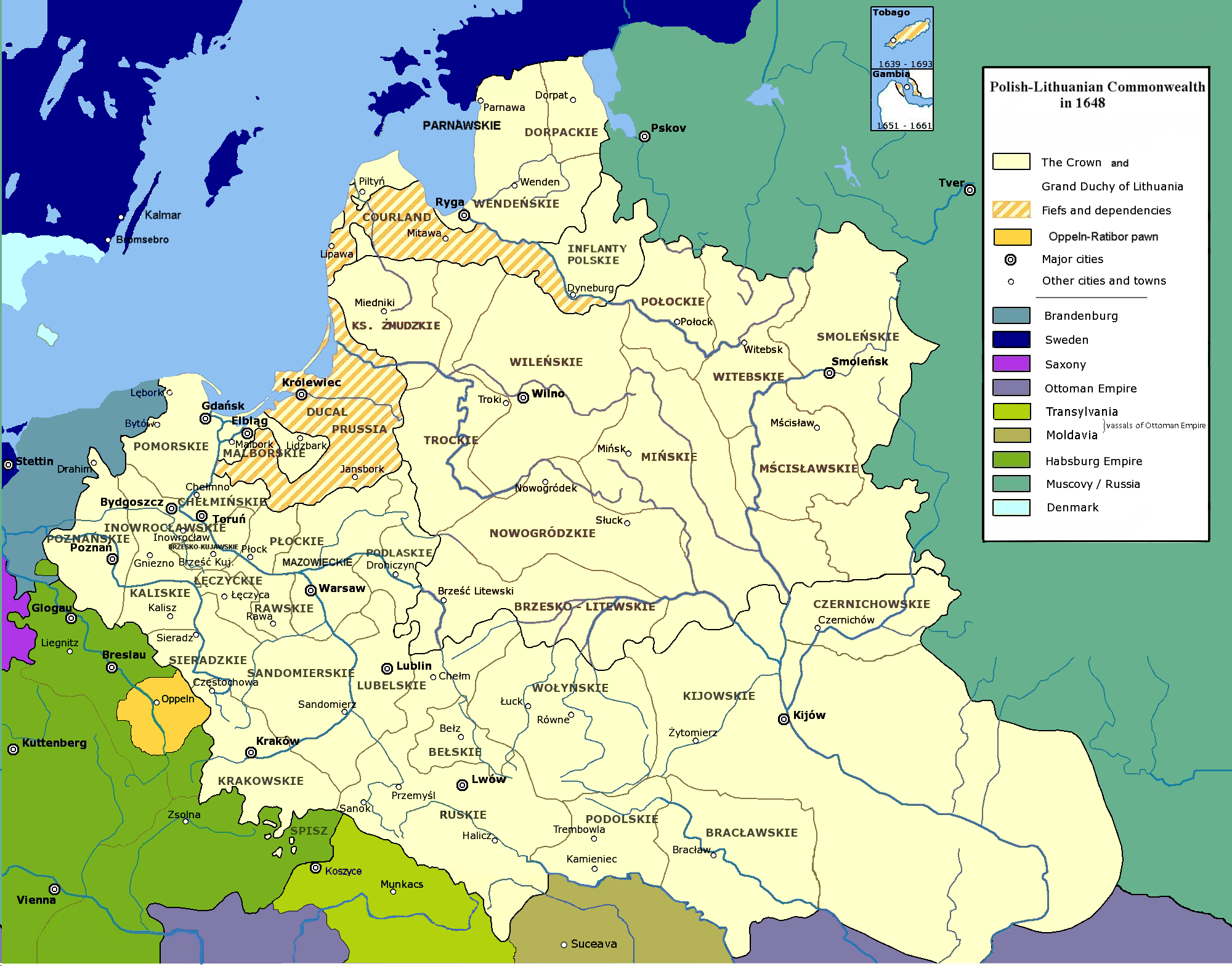
Mancomunidad de Polonia-Lituania en 1648. El Ducado de Opole y Racibórz está marcado en amarillo (en el oeste).

En 1521 el Ducado fue recreado debido a las acciones del último Piasta de Silesia, Jan II el Bueno. Jan sin embargo murió sin descendencia en 1532 y la línea de Opole de los Piastas también se extinguió, a partir de los cual Opole y Racibórz fueron revertidos como feudos bajo la soberanía de la Corona Bohemia. Después pasó al Margrave Jorge de Brandeburgo-Ansbach de la Casa de Hohenzollern, quien hubo firmado un tratado de herencia con Jan en 1522 y finalmente alcanzó el consentimiento del rey bohemio Fernando I de Habsburgo. De 1645 a 1666 Opole fue retenido como empeño por la polaca Casa de Vasa, ya que era una dote de la reina polaca Cecilia Renata, después de lo cual pasó a los reyes Habsburgo de Bohemia y finalmente en 1742 sería anexionado e incorporado al Reino de Prusia.